# Магомедов, Хизри Магомедович
Хизри Магомедович Магомедов (15 января 1919, с. Гинта (ныне Акушинского района Дагестана) — 11 января 1994, Махачкала) — старшина, командир отделения 19-го отдельного огнемётного Лодзинского Краснознамённого батальона 8-й гвардейской армии 1-го Белорусского фронта. Полный кавалер ордена Славы.

## Биография
Даргинец. Из крестьян. До войны работал в колхозе.
Участник Великой Отечественной войны с 1941 года. С января 1942 г. на фронте. Сержант отдельного огнемётного батальона (8-я гвардейская армия, 1-й Белорусский фронт).
10—17 августа 1944 г. в ходе битвы под Студзянками (Польша) у реки Висла участвовал в отражении 16 контратак врага и уничтожил из огнемёта более 20 солдат противника. 7 сентября 1944 г. награждён орденом Славы 3-й степени.
1 февраля 1945 г. командир отделения, старшина Хизри Магомедов вблиз польского г. Познань под огнём фашистов скрытно подполз к вражеской самоходной артиллерийской установке, из огнемёта поджег её, в бою из автомата уничтожил 10 гитлеровцев. 29 марта 1945 г. был награждён орденом Славы 2-й степени.
28 апреля 1945 г. в битве за Берлин, при отражении одной из контратак, он с отделением уничтожил более 20 солдат противника и многих захватил в плен. 31 мая 1945 г. награждён орденом Славы 1-й степени.
После войны в 1946 г. Х. М. Магомедов был демобилизован, жил в городе Махачкала. Работал в колхозе. Умер в 1994 г.